# NGC 4021
NGC 4021 (również PGC 37730) – galaktyka eliptyczna (E), znajdująca się w gwiazdozbiorze Warkocza Bereniki. Odkrył ją John Dreyer 26 kwietnia 1878 roku.